# Jaroslav Modrý
Jaroslav Modrý (* 27. února 1971, České Budějovice) je bývalý český hokejový obránce. V sezóně 2021/22 působil jako hlavní trenér extraligového celku HC Motor České Budějovice. Po odvolání z tohoto postu 25. prosince 2022 byl angažován jako asistent trenéra v HC Kometa Brno. Od června 2024 je asistent trenéra týmu Springfield Thunderbirds.

## Hráčská kariéra
S hokejem začínal v rodných Českých Budějovicích. Největší část své kariéry strávil v NHL, kde během 13 sezón hrál postupně za New Jersey, Ottawu, Los Angeles, Atlantu, Dallas a Philadelphii – nastoupil v 725 zápasech s bilancí 250 bodů za 49 gólů a 201 asistencí. Ve své poslední sezóně v NHL v roce 2008 byl nominován na cenu Billa Mastertona za oddanost hokeji. Během výluky v NHL (2004/05) působil v Liberci a tam také s ambicemi získat titul zamířil v roce 2008. Po roce přestoupil do Plzně za svým bývalým spoluhráčem z Los Angeles, Martinem Strakou. Po sezóně 2010/11 ukončil kariéru a vrátil se s rodinou do newyorského Albany, odkud pochází jeho manželka Jodi. Kamarád Martin Straka jej však přemluvil k návratu, a tak Modrý v lednu 2012 znovu nastoupil za Plzeň a stal se nejstarším hráčem extraligy. V závěru základní části stihl odehrát čtrnáct zápasů. Přání získat s Plzní mistrovský titul se mu však nesplnilo a po vyřazení v semifinále play-off s Kometou Brno tak ukončil hráčskou kariéru definitivně. V sezóně 2023/2024 byl hlavním trenérem týmu HC Kometa Brno.

## Ocenění a úspěchy
- 2010 ČHL Nejlepší střelec na pozici obránce (9 branek)

## Prvenství
- Debut v NHL - 6. října 1993 (New Jersey Devils proti Tampa Bay Lightning)
- První asistence v NHL - 8. října 1993 (Washington Capitals proti New Jersey Devils)
- První gól v NHL - 2. prosince 1993 (Pittsburgh Penguins proti New Jersey Devils, brankáři Ken Wregget)

## Klubová statistika
| Sezóna       | Klub                | Soutěž       |     | Základní část | Základní část | Základní část | Základní část | Základní část |   | Play off | Play off | Play off | Play off | Play off |
| Sezóna       | Klub                | Soutěž       | Z   | G             | A             | B             | TM            | Z             | G | A        | B        | TM       |          |          |
| 1987–88      | HC České Budějovice | ČSHL         | 3   | 0             | 0             | 0             | 0             | —             | — | —        | —        | —        |          |          |
| 1988–89      | HC České Budějovice | ČSHL         | 28  | 0             | 1             | 1             | 8             | —             | — | —        | —        | —        |          |          |
| 1989–90      | HC České Budějovice | ČSHL         | 41  | 2             | 2             | 4             | ?             | —             | — | —        | —        | —        |          |          |
| 1990–91      | HK Dukla Trenčín    | ČSHL         | 33  | 1             | 9             | 10            | 6             | —             | — | —        | —        | —        |          |          |
| 1991–92      | HC České Budějovice | 1.ČSHL       | 14  | 4             | 10            | 14            | ?             | —             | — | —        | —        | —        |          |          |
| 1991–92      | HK Dukla Trenčín    | ČSHL         | 18  | 0             | 4             | 4             | 6             | —             | — | —        | —        | —        |          |          |
| 1992–93      | Utica Devils        | AHL          | 80  | 7             | 35            | 42            | 62            | 5             | 0 | 2        | 2        | 2        |          |          |
| 1993–94      | New Jersey Devils   | NHL          | 41  | 2             | 15            | 17            | 18            | —             | — | —        | —        | —        |          |          |
| 1993–94      | Albany River Rats   | AHL          | 19  | 1             | 5             | 6             | 25            | —             | — | —        | —        | —        |          |          |
| 1994–95      | HC České Budějovice | ČHL          | 19  | 1             | 3             | 4             | 30            | —             | — | —        | —        | —        |          |          |
| 1994–95      | New Jersey Devils   | NHL          | 11  | 0             | 0             | 0             | 0             | —             | — | —        | —        | —        |          |          |
| 1994–95      | Albany River Rats   | AHL          | 18  | 5             | 6             | 11            | 14            | 14            | 3 | 3        | 6        | 4        |          |          |
| 1995–96      | Ottawa Senators     | NHL          | 64  | 4             | 14            | 18            | 38            | —             | — | —        | —        | —        |          |          |
| 1995–96      | Los Angeles Kings   | NHL          | 9   | 0             | 3             | 3             | 6             | —             | — | —        | —        | —        |          |          |
| 1996–97      | Los Angeles Kings   | NHL          | 30  | 3             | 3             | 6             | 25            | —             | — | —        | —        | —        |          |          |
| 1996–97      | Phoenix Roadrunners | IHL          | 23  | 3             | 12            | 15            | 17            | —             | — | —        | —        | —        |          |          |
| 1996–97      | Utah Grizzlies      | IHL          | 11  | 1             | 4             | 5             | 20            | 7             | 0 | 1        | 1        | 6        |          |          |
| 1997–98      | Utah Grizzlies      | IHL          | 74  | 12            | 21            | 33            | 72            | 4             | 0 | 2        | 2        | 6        |          |          |
| 1998–99      | Los Angeles Kings   | NHL          | 5   | 0             | 1             | 1             | 0             | —             | — | —        | —        | —        |          |          |
| 1998–99      | Long Beach Ice Dogs | IHL          | 64  | 6             | 29            | 35            | 44            | 8             | 4 | 2        | 6        | 4        |          |          |
| 1999–00      | Long Beach Ice Dogs | IHL          | 11  | 2             | 4             | 6             | 8             | —             | — | —        | —        | —        |          |          |
| 1999–00      | Los Angeles Kings   | NHL          | 26  | 5             | 4             | 9             | 18            | 2             | 0 | 0        | 0        | 2        |          |          |
| 2000–01      | Los Angeles Kings   | NHL          | 63  | 4             | 15            | 19            | 48            | 10            | 1 | 0        | 1        | 4        |          |          |
| 2001–02      | Los Angeles Kings   | NHL          | 80  | 4             | 38            | 42            | 65            | 7             | 0 | 2        | 2        | 0        |          |          |
| 2002–03      | Los Angeles Kings   | NHL          | 82  | 13            | 25            | 38            | 68            | —             | — | —        | —        | —        |          |          |
| 2003–04      | Los Angeles Kings   | NHL          | 79  | 5             | 27            | 32            | 44            | —             | — | —        | —        | —        |          |          |
| 2004–05      | Bílí Tygři Liberec  | ČHL          | 19  | 3             | 7             | 10            | 24            | 12            | 0 | 4        | 4        | 22       |          |          |
| 2005–06      | Atlanta Thrashers   | NHL          | 79  | 7             | 31            | 38            | 76            | —             | — | —        | —        | —        |          |          |
| 2006–07      | Dallas Stars        | NHL          | 57  | 1             | 9             | 10            | 32            | —             | — | —        | —        | —        |          |          |
| 2006–07      | Los Angeles Kings   | NHL          | 19  | 0             | 8             | 8             | 22            | —             | — | —        | —        | —        |          |          |
| 2007–08      | Los Angeles Kings   | NHL          | 61  | 1             | 5             | 6             | 42            | —             | — | —        | —        | —        |          |          |
| 2007–08      | Philadelphia Flyers | NHL          | 19  | 0             | 3             | 3             | 8             | 9             | 0 | 3        | 3        | 0        |          |          |
| 2008–09      | Bílí Tygři Liberec  | ČHL          | 52  | 3             | 14            | 17            | 48            | 3             | 0 | 0        | 0        | 6        |          |          |
| 2009–10      | HC Plzeň 1929       | ČHL          | 52  | 9             | 18            | 27            | 91            | 6             | 0 | 3        | 3        | 8        |          |          |
| 2010–11      | HC Plzeň 1929       | ČHL          | 52  | 8             | 12            | 20            | 54            | 4             | 0 | 1        | 1        | 4        |          |          |
| 2011–12      | HC Plzeň 1929       | ČHL          | 14  | 1             | 0             | 1             | 37            | 10            | 0 | 2        | 2        | 6        |          |          |
| Celkem v NHL | Celkem v NHL        | Celkem v NHL | 725 | 49            | 201           | 250           | 510           | 28            | 1 | 5        | 6        | 6        |          |          |

## Reprezentace
| Rok                    | Tým                    | Soutěž                 | Z | G | A | B | TM |
| ---------------------- | ---------------------- | ---------------------- | - | - | - | - | -- |
| 1991                   | Československo 20      | MSJ                    | 6 | 0 | 1 | 1 | 2  |
| 2003                   | Česko                  | MS                     | 9 | 0 | 3 | 3 | 4  |
| Seniorská reprezentace | Seniorská reprezentace | Seniorská reprezentace | 9 | 0 | 3 | 3 | 4  |